# Boletina minuta
Boletina minuta är en tvåvingeart som beskrevs av Polevoi 1995. Boletina minuta ingår i släktet Boletina och familjen svampmyggor. Arten är reproducerande i Sverige. Inga underarter finns listade i Catalogue of Life.